# Дамасена
Дамасена — сакський правитель з династії Західні Кшатрапи. Правив давньоіндійською територією Малава.